# Anfotero (Iliade)
Anfotero (in greco antico: Ἀμφοτερός) è un personaggio dell'Iliade (XVI, v. 415). Fu un guerriero troiano.
Anfotero fu ucciso da Patroclo nell'azione bellica descritta nel libro XXI dell'Iliade relativo a Patroclo.
()